# Éric Dardel
Pour les articles homonymes, voir Dardel.
Éric Dardel est un géographe français né à Montargis le 21 février 1899 et mort à Montmorency le 19 janvier 1967.

## Biographie
Spécialiste de la pêche, il mène une carrière de professeur d'histoire-géographie puis de proviseur de lycée.
C'est cependant par son livre L'Homme et la Terre que la communauté des géographes le redécouvre, cet ouvrage étant passé inaperçu lors de sa parution en 1952.
Dardel s'intéresse de manière sensible aux relations entre l'homme et la terre, c'est-à-dire le rapport qu'entretient chaque homme avec les lieux et l'espace géographiques, sa façon d'habiter (selon son concept de « géographicité »). En ce sens, la vision de Dardel s'oppose à une étude du monde détachée des hommes comme le veut la tradition des monographies régionales en géographie, impulsée par Paul Vidal de la Blache et ses successeurs. Au contraire, Dardel propose une lecture subjective du rapport entre l'homme et la terre en incluant les apports de la philosophie phénoménologique (Martin Heidegger) : pour lui, « La science géographique présuppose que le monde soit compris géographiquement, que l'homme se sente et se sache lié à la Terre comme être appelé à se réaliser en sa condition terrestre ». La question du paysage n'est plus abordée comme étant ce qui est là mais comme une construction par l'homme de ce qui est devant lui. Par delà, Dardel affirme que toute géographie ne peut être qu'une géographie humaine.
Il fut reconsidéré par Philippe Pinchemel comme ayant été l'initiateur de ce qui est devenu la géographie des représentations, un des courants de la géographie sociale.
Eric Dardel est le beau-frère d'Henry Corbin, philosophe et spécialiste du soufisme et le gendre de Maurice Leenhardt, missionnaire protestant et ethnologue travaillant sur la Nouvelle-Calédonie.

## Œuvres
- État des pêches maritimes sur les côtes occidentales de la France au début du XVIIIe siècle d'après les procès-verbaux de visite de l'inspecteur des pêches Le Masson du Parc (1723-1732), PUF, 1941.
- La Pêche harenguière en France : étude d'histoire économique et sociale, PUF, 1941.
- L'histoire, science du concret, Paris, PUF, 1946.
- Les Pêches maritimes, PUF, 1948.
- L'Homme et la Terre : nature de la réalité géographique[4], Editions du CTHS, 1990, 200p (édition originale de 1952).  (ISBN 2735502007)
- Ecrits d'un monde entier, éd. Héros-Limite, coll. Géographie(s), 2014.